# 4대륙 쇼트트랙 선수권 대회
4대륙 쇼트트랙 선수권 대회는 국제 빙상 연맹(ISU) 주관으로 매년 열리는 쇼트트랙 국제 대회이다. 비유럽권 선수들이 참가하는 대회로 2020년에 처음 시작되었다.

## 역대 대회
- 2020:  몬트리올
- 2023:  솔트레이크시티
- 2024:  라발